# Феофил (Михэйлеску)
Епи́скоп Фео́фил (рум. Episcopul Teofil, в миру Эмануил Михэйлеску, рум. Emanuil Mihăilescu; 20 сентября 1863, Дорохой — 21 июня 1926, Бухарест) — епископ Румынской православной церкви, титулярный епископ Рымничанкский.

## Биография
Родился 20 сентября 1863 года в семье священника Константина Михэйлеску из Дорохоя, получив имя Эмануил при крещении
В 1884 году окончил духовную семинарию в Яссах, после чего он вернулся домой в качестве учителя гимназии, где преподавал в 1884—1885 годы. Затем он отправляется в Бухарест, где поступил на богословский факультет Бухарестского университета, завершая курсы этого учреждения в 1889 году. В 1890—1894 году работал учителем в Васлуе, в 1894—1899 годы — в Рымнику-Вылче и в 1899—1900 годы — Констанце. Как учитель музыки в гимназии в Васлуе, он создает в 1891 году церковный хор, который, однако после его отъезда, распадается, и лишь через 14 лет собирается вновь.
В 1900 года был пострижен в монашество в Монастыре Синайя и в том же году в кафедральном Соборе городе Куртя-де-Арджеш. Возведён в сан архимандрита. В 1902 году перешёл в Нижнедунайскую епархию. 1902—1909 годы служил в епископском кафедральным соборе в Рымнику-Вылче. В 1909—1912 годы затем в митрополитском кафедральным соборе в Бухаресте.
В то время, когда он был архимандритом в Рымнику-Вылче во времена епископа Афанасия (Миронеску), много писал в журнале «Cuvântul Adevărului». Он также был редактором журнала «Biserica Ortodoxă Română».
28 февраля 1912 года решением Священного Синода по предложению примаса-митрополита Румынской православной церкви Конона (Арэмеску-Донича) был избран патриаршим викарием с титулом «Плоештский». 31 марта того же года состоялось его наречение во епископа. 1 апреля 1912 года в митрополитанском соборе Бухареста состояласб его епископская хиротония, которую совершили: митрополит-примат Конон, епископ Рымникский и Ново-Северийский Геннадий (Горджеску) и епископ Рымничанский Валериан (Стефанеску). В должности патриаршего викария помогал митрополиту Конону руководить Бухарестской епархией до 1918 года.
3 июля 1918 года церковная избирательная коллегия, собранным из-за войны в Яссах, избрала его правящим епископом Арджешской епархии. 4 сентября того же года состоялась его интронизация. Однако в конце того же года после окончания войны новое либеральное правительство, отменяя все действия, совершенные правительством Александру Маргиломана, отменило в том числе избрание епископа Феофила на Арджешскую кафедру. В связи с этим епископ Феофил был назначенным викарием Бузэуской епархии с титулом «Рымничаннский».
В 1921 году умер епископ Бузэуский Дионисий (Климеску), после чего епископ Феофил возглавляет эту епархию в качестве местоблюстителя в течение 6 месяцев с большим достоинством.
В конце 1924 года епископу Феофилу было поручено временное управление Хушской епархией, которая стала вакантной в связи с отставкой епископа Никодима (Мунтяну). Управлял данной епархией с 1 января 1925 года по 1 марта того же году новым правящим архиереем был избран епископ Нижнедунайский Иаков (Антонович).
В 1924—1926 годы также был назначен председателем библейского института при Священно Синоде в Бухаресте. Жил в Монастыре Антим в Бухаресте.
В это время он уже серьёзно болел и в 1926 году был госпитализирован в больницу Colentina в связи с атеросклерозом. Скончался 21 июня 1926 года. Его тело было доставлено в Монастырь черника, где он был похоронен на архиерейском участке монастырского кладбища.